# Veltins-Arena
Die Veltins-Arena, ursprünglich und bei UEFA-Wettbewerben weiterhin Arena AufSchalke, ist ein Fußballstadion in der nordrhein-westfälischen Großstadt Gelsenkirchen. Es ist die Heimspielstätte des FC Schalke 04. Sie wurde im August 2001 nach knapp dreijähriger Bauzeit fertiggestellt. Als Vorbild diente der GelreDome in Arnhem. Bei Fußballspielen auf nationaler Ebene fasst die Arena 62.271 Zuschauer, bei internationalen Spielen aufgrund des Stehplatzverbots 54.740 Zuschauer. Das Multifunktionsstadion mit schließbarem Dach und verschiebbarem Spielfeldrasen dient auch als Veranstaltungsort für Konzerte, Opernaufführungen und einen regelmäßig stattfindenden Biathlonwettbewerb. Dabei kann die Zuschauerkapazität je nach Art der Veranstaltung durch Sitz- und Stehplätze im Innenraum auf bis zu 70.000 Plätze erweitert werden. Das Stadion ist in der UEFA-Kategorie 4, der höchsten Stadionklassifikation des Europäischen Fußballverbandes UEFA, eingestuft.

## Lage

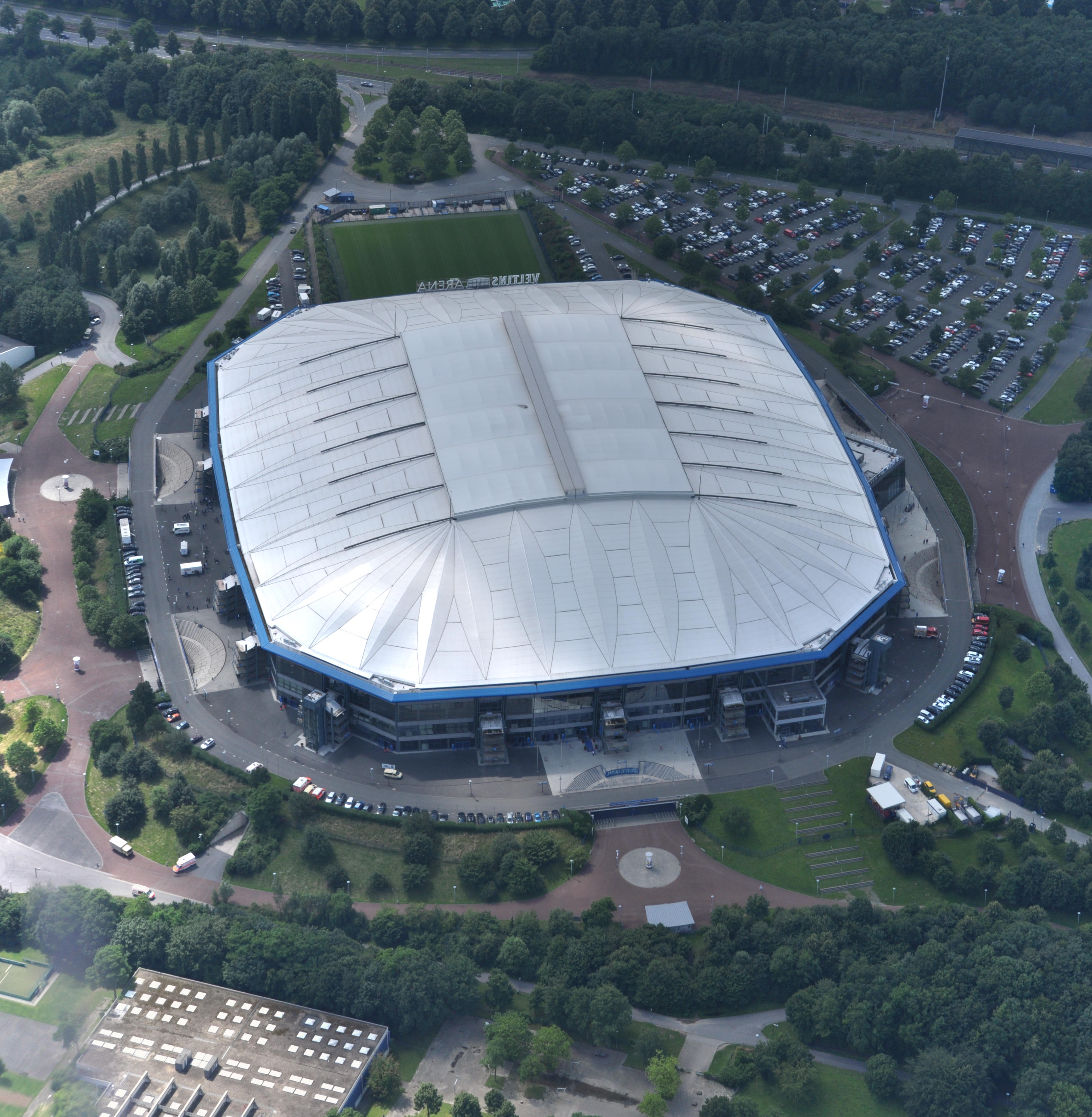
Luftbild der Arena aus der Nähe. Hinten ist der ausgefahrene Rasen zu erkennen

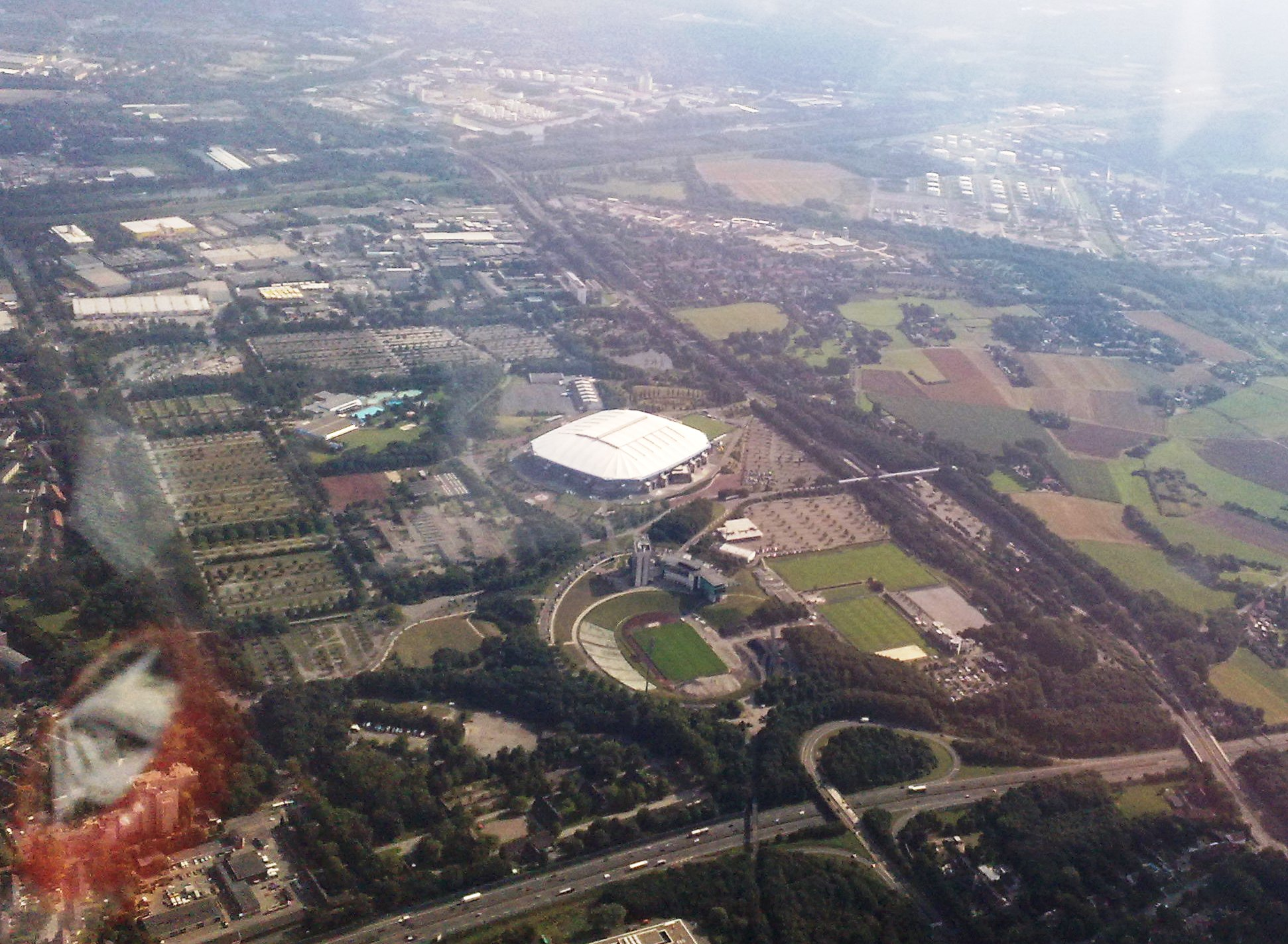
Luftbild der Arena, im Vordergrund ist das Parkstadion zu sehen

Die Arena befindet sich in der geografischen Mitte von Gelsenkirchen auf dem so genannten Berger Feld in Erle, unweit der Grenzen zu den Stadtteilen Buer und Beckhausen. Trotz der Benennung „Auf Schalke“ befindet sie sich nicht im Stadtteil Schalke. Die Arena ist über verschiedene Anfahrtswege zu erreichen. Die Straßenbahnlinie 302 der Bogestra bedient das Stadion aus Richtung Gelsenkirchen-Buer, Gelsenkirchen Hbf und Bochum. Anreisende mit dem PKW gelangen über zwei Autobahnabfahrten zur Arena; eine liegt an der A 2 (Ausfahrt 6 – Gelsenkirchen-Buer), die andere an der A 42 (Ausfahrt 17 – Gelsenkirchen-Schalke).

## Geschichte
Das alte Parkstadion hatte zur Fußball-Weltmeisterschaft 1974 die Glückauf-Kampfbahn als Heimstätte des FC Schalke 04 abgelöst. Es entsprach immer weniger den Anforderungen eines modernen Fußballstadions und litt zudem unter Bergschäden. Daher wurden schon Ende der 1980er Jahre Pläne für eine neue multifunktionale Arena ausgearbeitet.
Am 29. August 1989 präsentierte Schalke-Präsident Günter Eichberg das Projekt Arena im Berger Feld, welches den Bau einer 100 Millionen DM teuren, 45.000 Sitzplätze fassenden Multifunktionshalle vorsah. 1990 wurde ein erstes Modell des Stadions präsentiert. Allerdings waren die Kosten zu diesem Zeitpunkt schon auf 250 Millionen DM gestiegen, anvisierter Eröffnungstermin war der Saisonbeginn 1992. 1991 präsentierte die Philipp Holzmann AG ihr Konzept für ein Stadion mit einer Gesamtkapazität von 50.000 Plätzen, wovon 10.000 bei Bedarf in 5000 Sitzplätze umgewandelt werden konnten. Die angegebenen Kosten beliefen sich nunmehr auf knapp 320 Millionen DM. Schalke 04 hatte zu diesem Zeitpunkt große finanzielle Probleme, die zur Trennung von Eichberg führten. In der Folge verabschiedeten sich auch die Holzmann AG und letztendlich die Stadt Gelsenkirchen vom Stadionneubauprojekt.
Erst 1996 eröffnete die neue Schalker Führungsriege unter Rudi Assauer die Planungen erneut. Am 21. November 1998 kam es dann zur symbolischen Pfahlgründung auf dem Gelände südlich des Parkstadions. Die Arena ist das erste Stadion in Deutschland, das komplett privatwirtschaftlich finanziert wurde. Die Baukosten in Höhe von 191 Millionen Euro übernahm der Verein in Eigenregie, ohne öffentliche Gelder in Anspruch zu nehmen.
Zur Einweihung des Stadions am 13. und 14. August 2001 wurden die Vereine 1. FC Nürnberg und Borussia Dortmund eingeladen, die zusammen mit den Gastgebern ein Blitzturnier austrugen. Das erste Tor in der neuen Arena schoss Fredi Bobic, der erste Sieg gelang dem Club aus Nürnberg. Ihre Bundesliga-Premiere erlebte die Arena am 18. August 2001 beim 3:3-Unentschieden zwischen Schalke 04 und Bayer 04 Leverkusen. Erster Torschütze in einem Pflichtspiel war dabei der Schalker Tomasz Hajto. Bei seiner Eröffnung hatte das Stadion eine Kapazität von 60.204 Zuschauern.
Zum 1. Juli 2005 wurde die Brauerei Veltins Namenssponsor des Stadions, welches seitdem den Namen Veltins-Arena trägt. Der aktuell gültige Vertrag hat eine Laufzeit bis in das Jahr 2027.
Am 13. Januar 2010 riss erstmals eine Glasfaser-Dachmembran ein. Als Ursache wurde der zu diesem Zeitpunkt auf dem Dach liegende Schnee ausgeschlossen und später rutschendes Eis genannt. Eine hohe Schneelast führte nach starken Schneefällen im Dezember 2010 zu einer neuerlichen Beschädigung gleich mehrerer Dachmembranen. Der Verein entschied sich in den Folgemonaten zu einer Sanierung der gesamten Dachfläche, die im November 2013 abgeschlossen wurde und deren Kosten 18 Millionen Euro betrugen. Seitdem bestehen die Dachsegmente aus einem Polyestergewebe.
Zur Saison 2013/14 wurde die Kapazität um 300 Plätze erhöht, sodass bei nationalen Fußballspielen 61.973 und bei internationalen Fußballspielen 54.442 Plätze zur Verfügung stehen. Zur Saison 2015/16 wurde die Kapazität erneut um 298 Plätze erhöht, nun auf 62.271 für nationale und 54.740 Plätze für internationale Fußballspiele.
Mit 2.366.568 Besuchern war die Arena 2014 das meistbesuchte Stadion Deutschlands. In den Jahren 2015, 2016 und 2017 belegte sie mit 2.575.054, 2.341.344 und 2.303.054 Besuchern den zweiten Platz hinter der Allianz Arena.
Am 12. Juni 2019 entschied der Planungsausschuss der Stadt Gelsenkirchen, dass der Platz vor der Arena in Rudi-Assauer-Platz umbenannt wird und die Anschrift der Arena zukünftig Rudi-Assauer-Platz 1 lauten wird. Die offizielle Umbenennung fand am 10. Dezember 2019 statt.

## Galerie

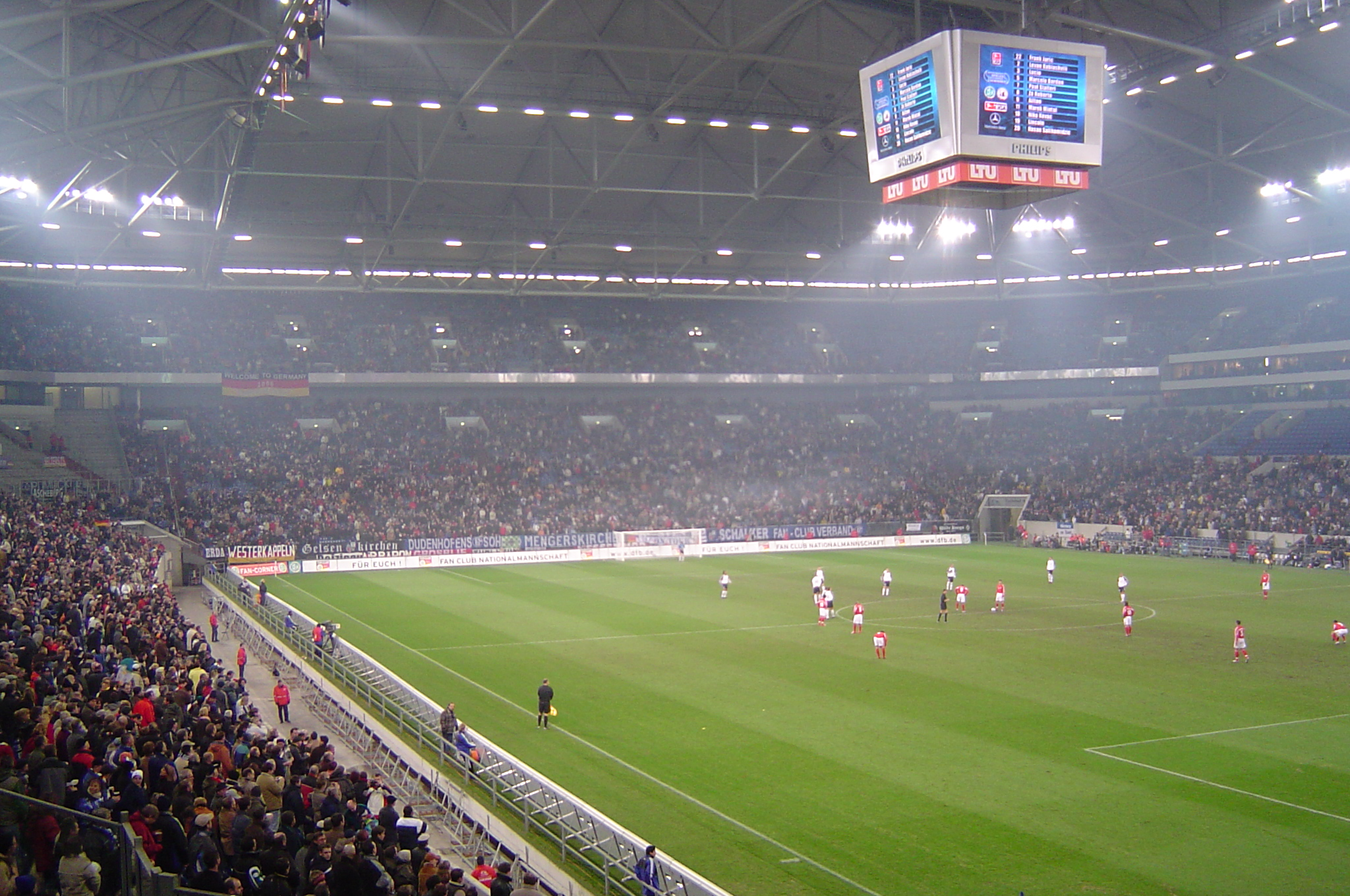
Innenansicht der Arena (2005)
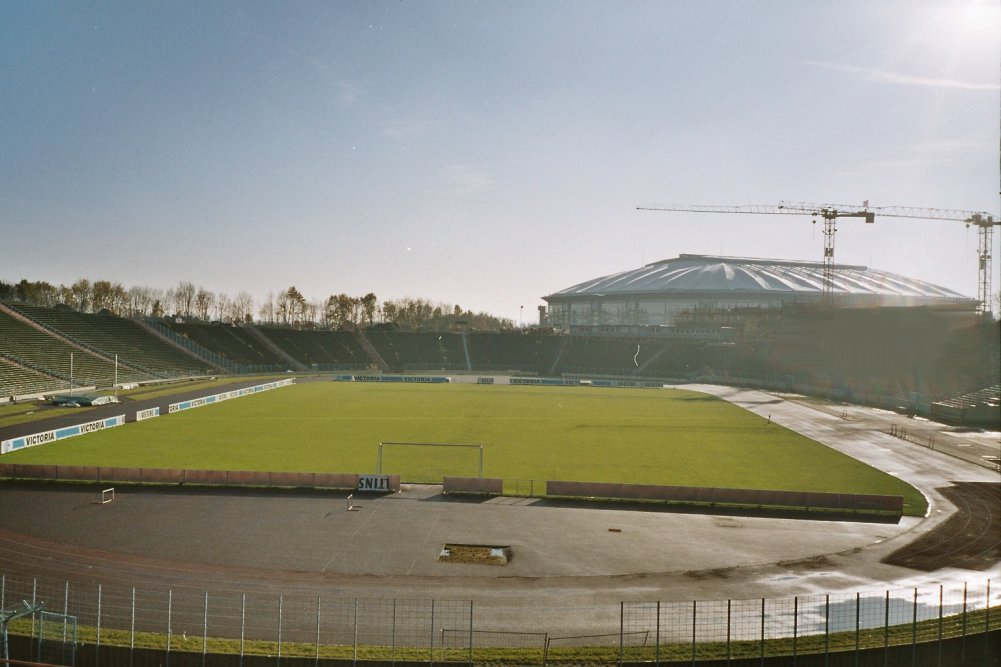
Das alte Parkstadion mit der neuen Arena im Hintergrund
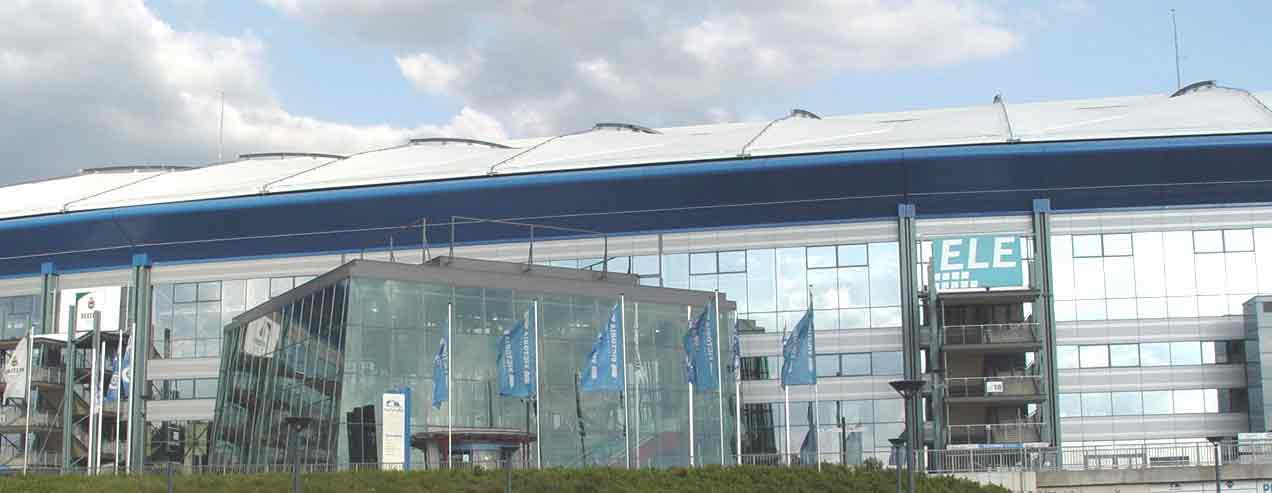
Außenansicht der Arena
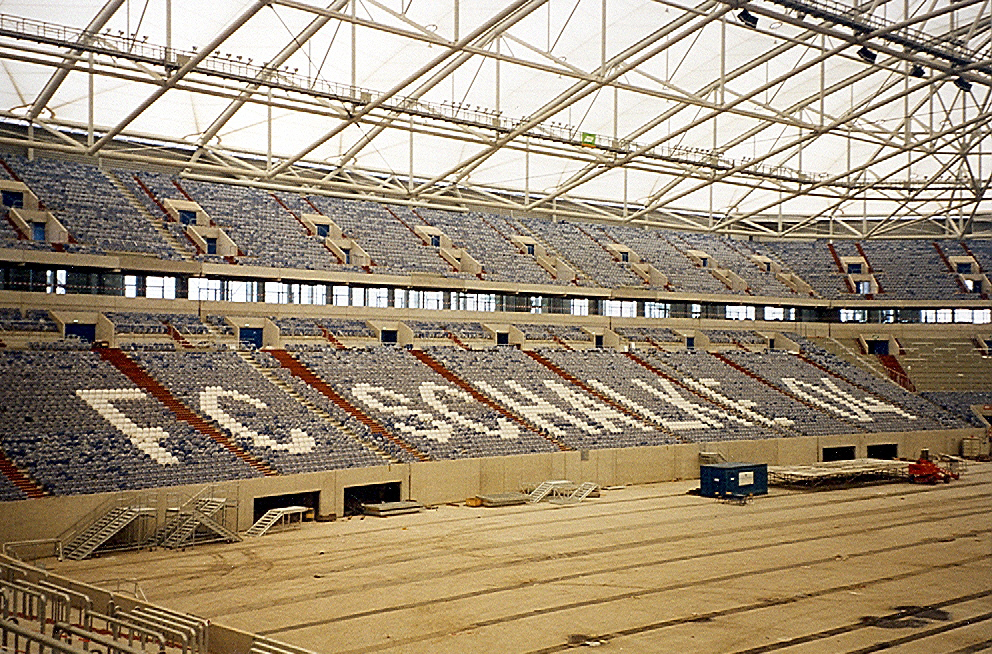
Die Arena im Bau
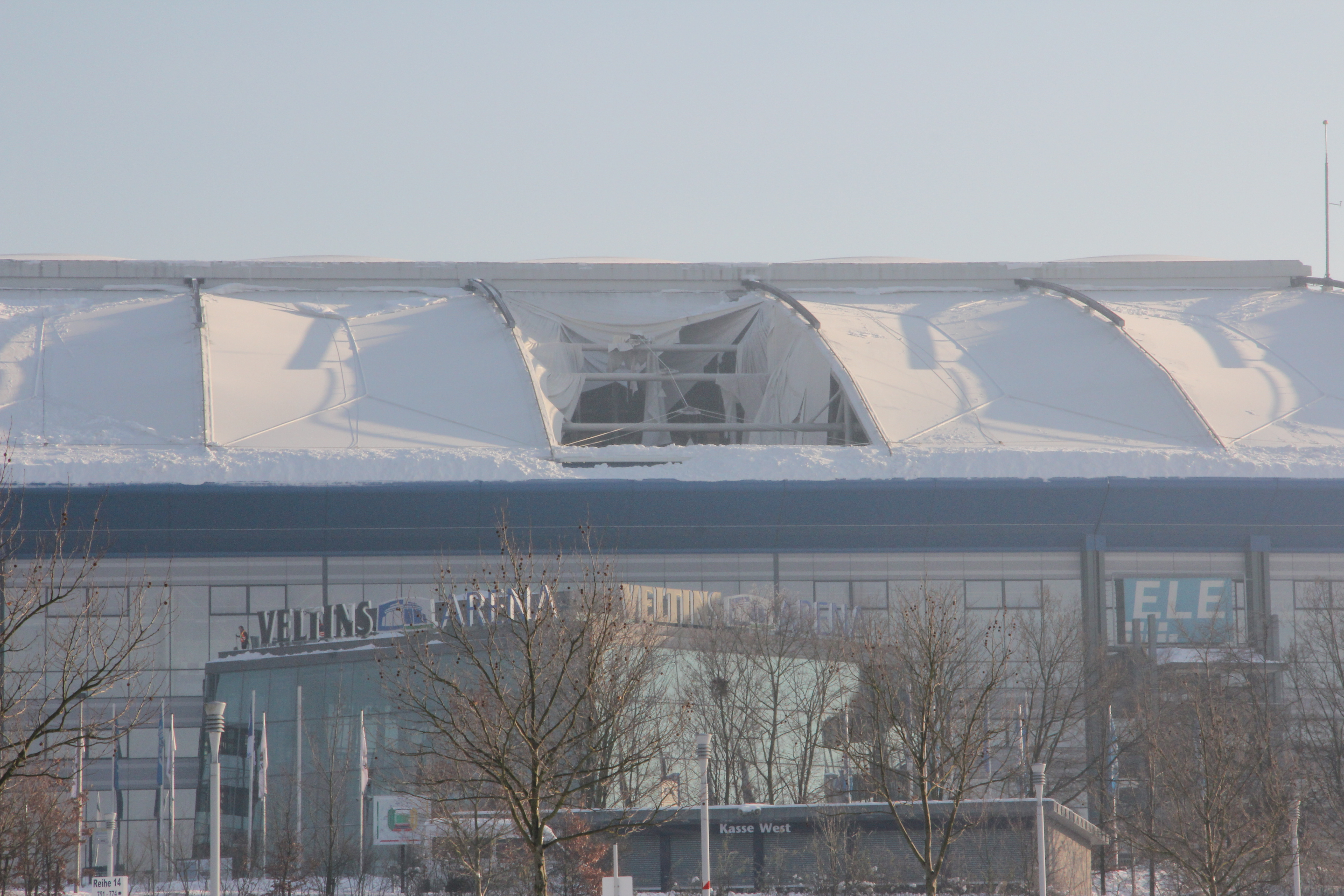
Beschädigung am Dach 2010 nach starkem Schneefall
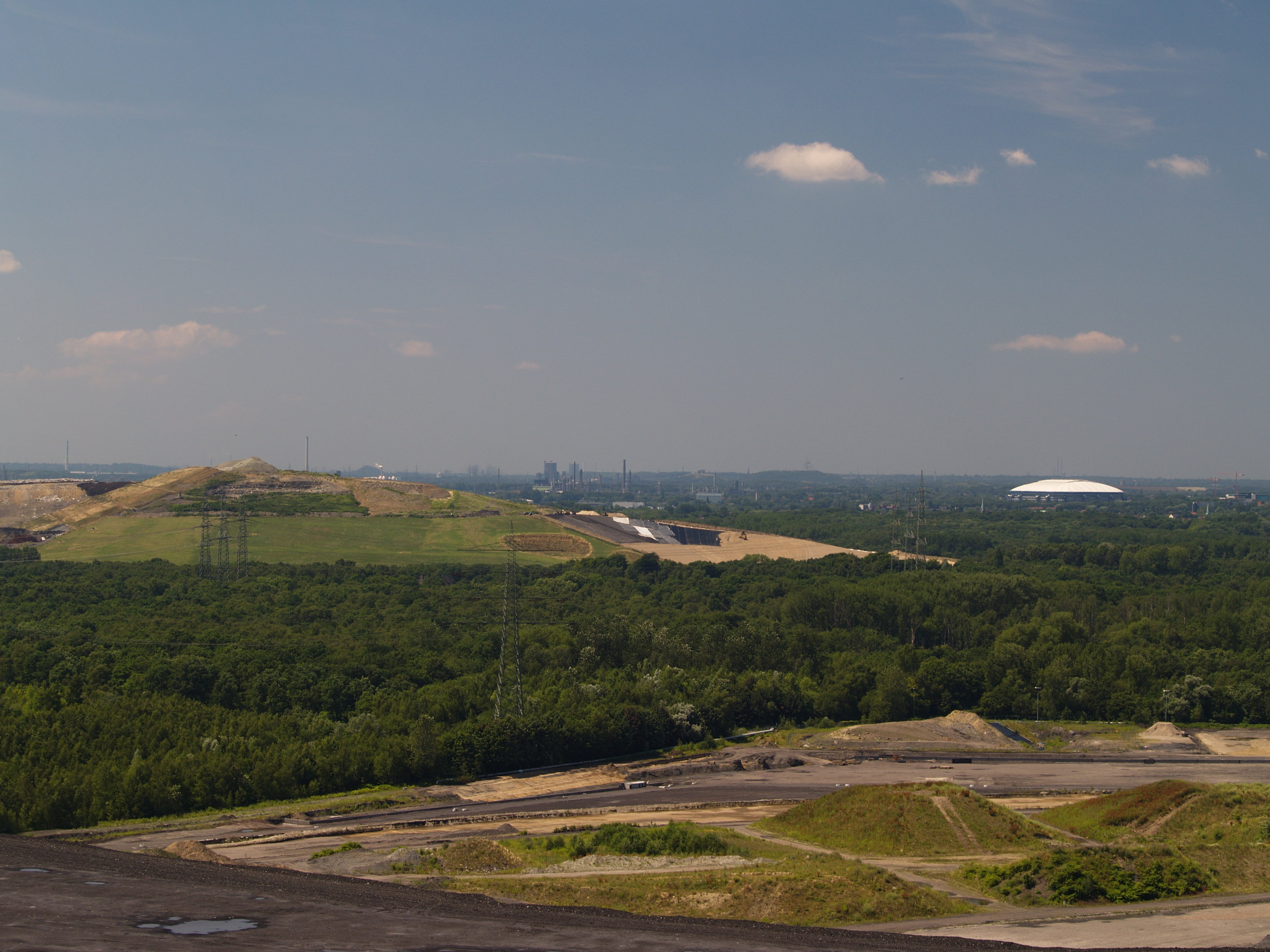
Die Arena im Emschertal, von der Hohewardhalde aus gesehen

## Besonderheiten

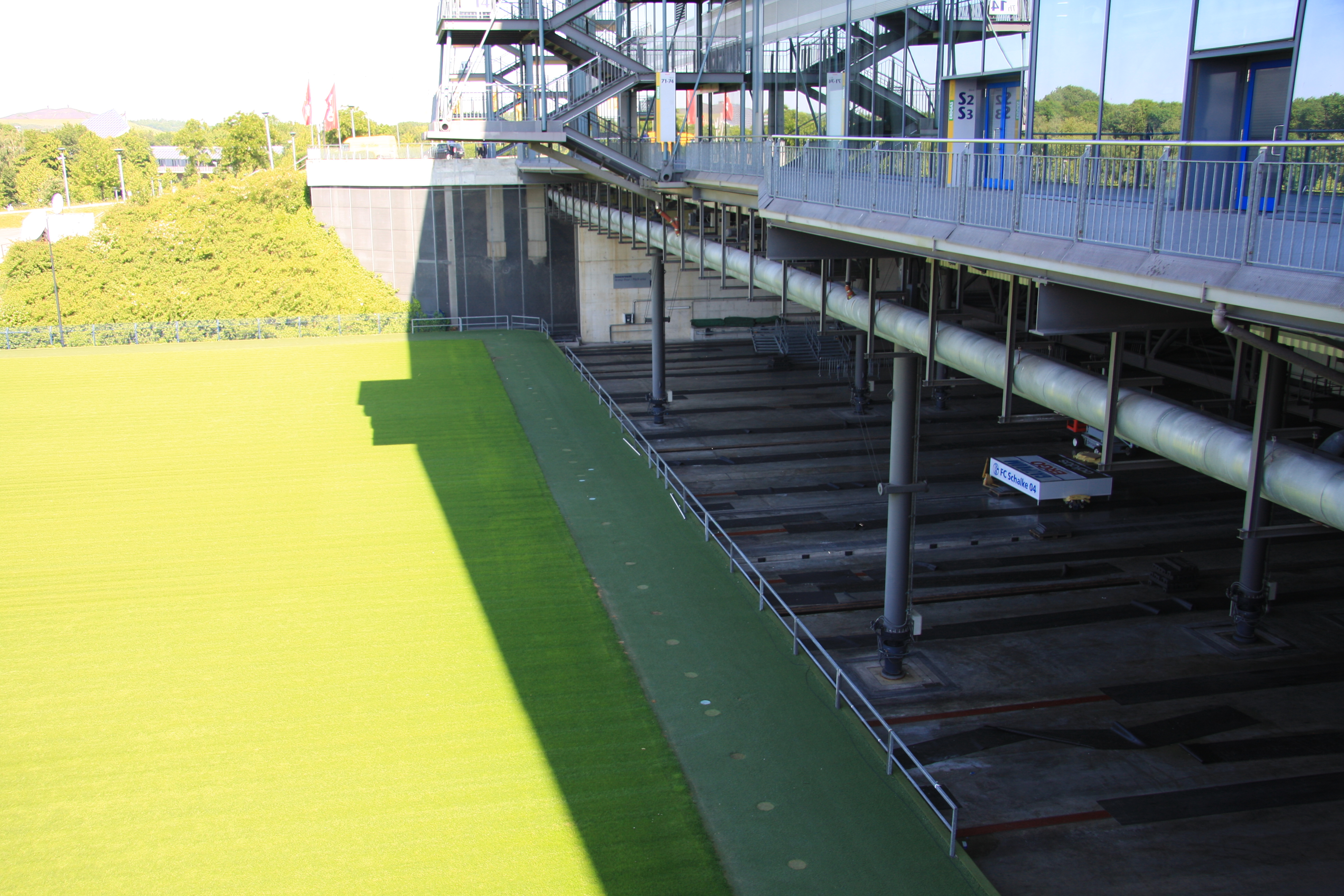
Die Rasenwanne außerhalb des Stadions unterhalb der Südkurve, die einen Blick auf die Gleitschienen ermöglicht

Das Dach überdeckt das gesamte Stadion, wobei der Teil über dem Spielfeld geöffnet werden kann. Bei Spielen der Fußball-Bundesliga ist das Dach – außer bei Schnee oder Starkregen – meistens geöffnet. Das Dach darf jedoch nicht während eines Spiels geöffnet beziehungsweise geschlossen werden. Die Entscheidung, ob das Spiel mit geschlossenem oder offenem Dach stattfindet, wird etwa 90 Minuten vor Spielbeginn vom Schiedsrichter in Abstimmung mit den Verantwortlichen beider Teams getroffen. In der Zeit zwischen den Fußballspielen wird der Spielfeldrasen zur Regeneration und zur Vermeidung von Schäden bei anderen Veranstaltungen in einem dreieinhalb- bis vierstündigen Vorgang mittels einer Hydraulik auf Schienen aus dem Stadion hinausgeschoben. Zu diesem Zweck wurde die Südkurve freischwebend wie eine Brücke über dem Durchlass gebaut. Die Kosten betragen etwa 13.000 € pro Durchgang. Außerdem ist die Arena mit dem Berliner Olympiastadion und dem Deutsche Bank Park in Frankfurt am Main eines der Stadien in Deutschland, die mit einer Kapelle ausgestattet sind, in der regelmäßig Taufen und kirchliche Trauungen stattfinden.

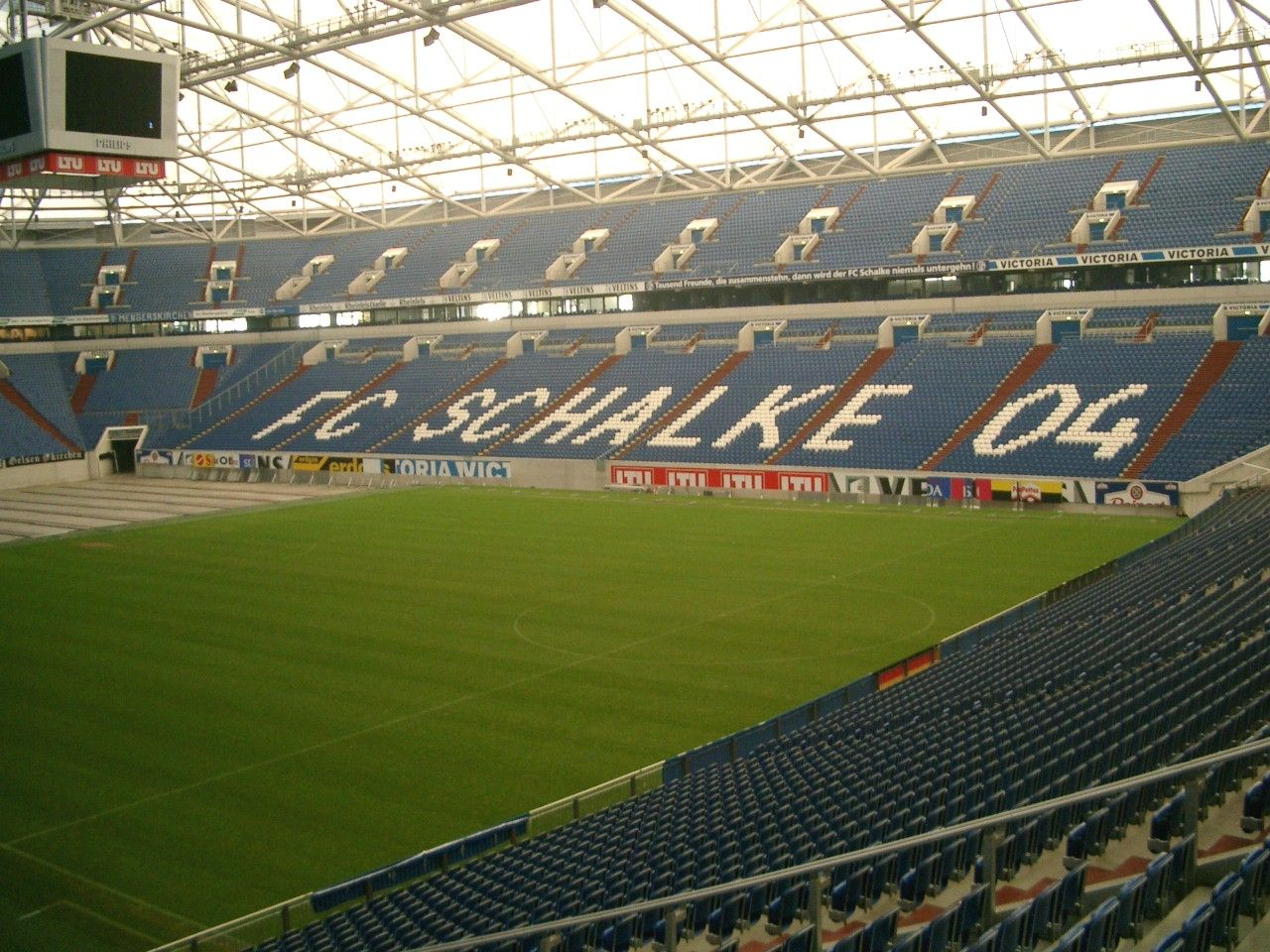
Der Rasen wird hereingeschoben

Die Nordkurve und der Gästeblock der Arena sind wie der gesamte Bau multifunktional. Während der nationalen Spiele gibt es hier Stehplätze für 16.307 Menschen, bei internationalen Spielen können diese zu 8.776 Sitzplätzen (7.829 in der Nordkurve, 947 im Gästeblock) umgerüstet werden.
Die Tribüne ist in mehrere Segmente unterteilt, die baulich getrennt sind. Da es im Bereich des Stadions zu Absenkungen des Erdbodens durch den Bergbau kommt, ist zu erwarten, dass sich die Sitzreihen des einen Segmentes langsam gegenüber den Sitzreihen des benachbarten Segmentes verschieben werden. Die Dachkonstruktion ist auf etwaige Absenkungen des Erdbodens ausgelegt. Der Unterrang der Südtribüne kann teilweise bis zu 16 Meter unter den Oberrang geschoben werden, was Raum für zusätzlich 5000 Innenraumstehplätze bei Konzerten schafft. Der Innenraum des Stadions ist Multifunktional und kann für Events und Veranstaltungen angepasst werden. Im Innenraum der Veltins Arena dürfen sich laut Regeln des Betreibers FC Schalke 04 maximal 17.700 Personen bei Mittelbühnenkonstruktionen aufhalten.
In der Arena wird an den insgesamt 32 Kiosken ausschließlich bargeldlos verkauft. Als Zahlungsmittel dient neben Bankkarten oder digitalen Systemen die so genannte Knappenkarte, die in der Arena gekauft und wieder aufgeladen werden kann. Eine Besonderheit ist dabei die zentrale Bierversorgung über eine fünf Kilometer lange Pipeline.

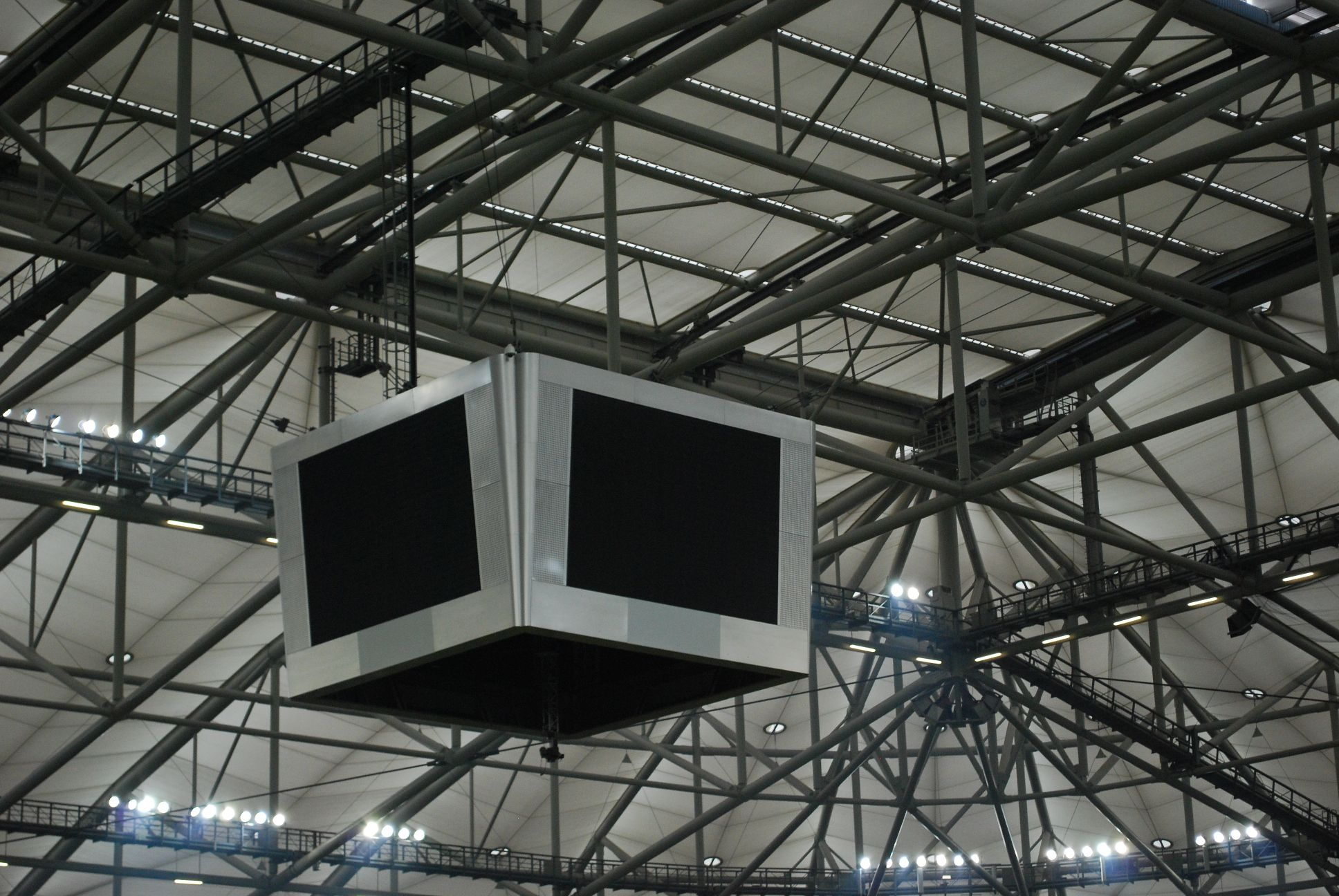
Der frühere Videowürfel unter dem Stadiondach (2009)

Unter dem Dach des Stadions hing zunächst ein 29 Tonnen schwerer Videowürfel mit Anzeigen im 4:3-Format von der Firma Philips. Die vier ca. 34,7 Quadratmeter großen Bildschirme ermöglichten auch den weiter entfernt sitzenden Zuschauern, alle Veranstaltungen mitzuverfolgen. Ab 2003 waren zeitweise Werbetafeln an der Unterseite des Würfels angebracht. Dieser Würfel war in der Fußball-Bundesliga die erste über dem Spielfeld angebrachte Anzeigeeinheit (inzwischen hat auch der Deutsche Bank Park in Frankfurt eine derartige Konstruktion). Der erste Spieler, der den Videowürfel aus dem Spiel heraus traf, war am 34. Spieltag der Saison 2002/2003 der Torwart des FC Bayern München, Oliver Kahn.  Gemäß dem Regelwerk gab es daraufhin erstmals in der Bundesligageschichte einen Schiedsrichterball aufgrund eines Anzeigentafeltreffers.
Zur Saison 2016/17 wurde ein neuer LED-Videowürfel der Firma Hisense unter dem Dach installiert. Er bietet mit 76,32 m² pro Bildschirm mehr als die doppelte Fläche im Vergleich zum alten Modell und ist derzeit der größte seiner Art in Europa.

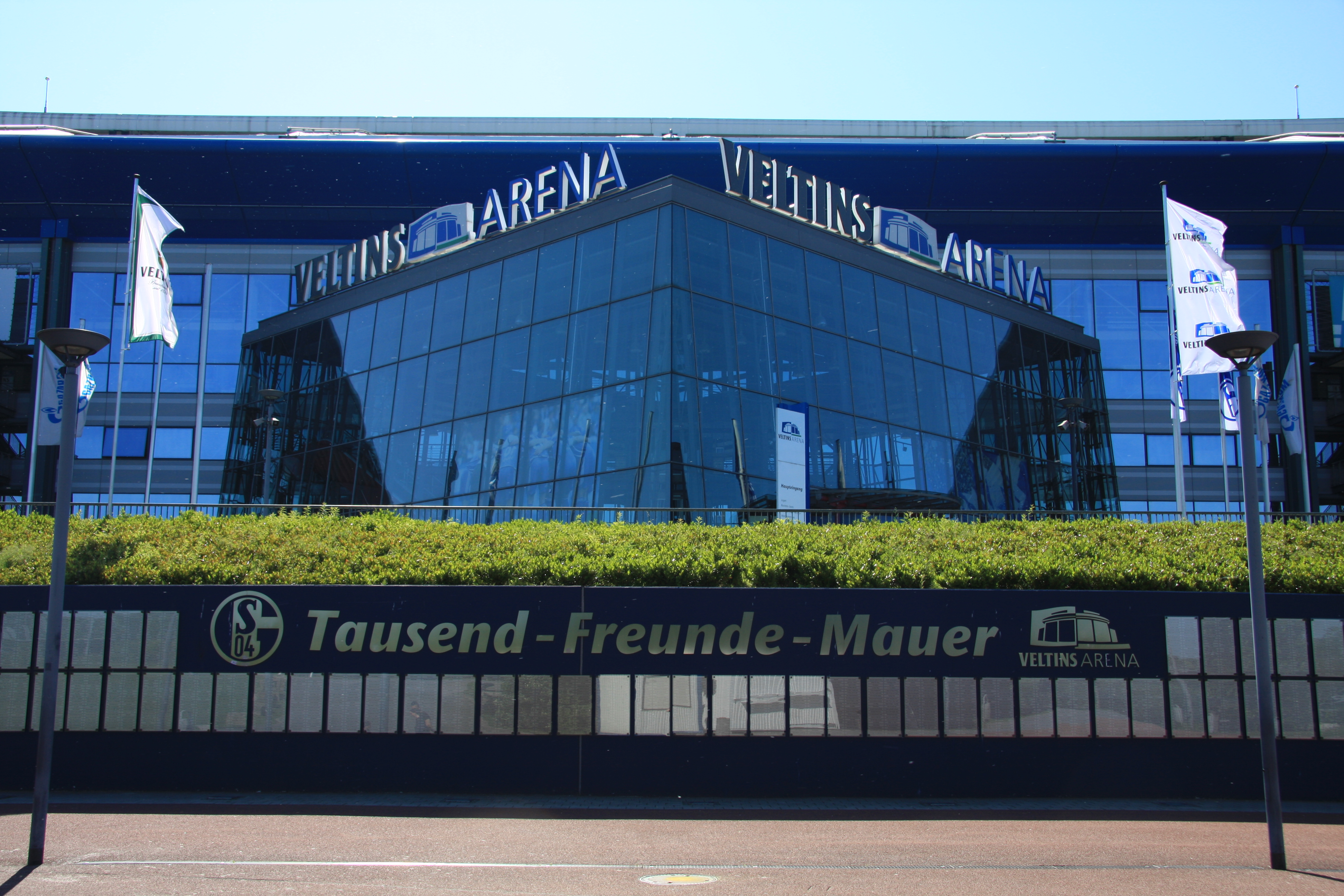
Tausend-Freunde-Mauer

Während der Saisoneröffnung 2002 wurde am äußeren Ring um das Stadion zwischen den Eingängen West 1 und West 2 die Tausend-Freunde-Mauer eingeweiht. Auf dieser können sich Anhänger des Vereins mit einer persönlich zu wählenden Inschrift auf über 11.500 Schildern verewigen, indem sie sogenannte Arena-Bausteine erwerben, deren Kaufpreis ein zinsloses Darlehen an den Verein darstellt. Dieser zahlt es in Form von Einkaufsgutscheinen für den Fanshop innerhalb von zehn Jahren zurück. Bis Mitte 2010 hatten sich mehr als 6.700 Vereinsanhänger auf der Tausend-Freunde-Mauer eingetragen. Im Januar 2013 wurde auf der Tausend-Freunde-Mauer zudem eine Gedenktafel für die in der NS-Zeit verfolgten und ermordeten jüdischen Vereinsmitglieder des FC Schalke 04 eingeweiht. In Anlehnung an den Bergbau werden die Tribüneneingänge der Arena heute offiziell als Mundloch bezeichnet. Die Arena besitzt unter anderem wegen der guten Bewegungsfreiheit für Rollstuhlfahrer das Prädikat „behindertenfreundliche Arena“, dafür wurde vor der Saison 2006/07 die Kapazität in der Arena leicht gesenkt.
Vor der WM 2006 wurde das Stadion von der Stiftung Warentest einer Prüfung unterzogen. Dabei schnitt die Arena als eines der schlechtesten WM-Stadien ab, vor allem wegen des drei Meter tiefen Grabens, der rund um das Spielfeld die Zuschauer von den Akteuren trennt. Dabei nahm man an, dass die Menschen bei einer Panik in die Mitte des Stadions flüchten würden und der Graben eine Gefahr darstelle.
Außerhalb der Veranstaltungszeiten besteht die Möglichkeit, die Arena im Rahmen einer sogenannten Arena-Tour zu besichtigen. Dabei gibt es zusätzliche Informationen über deren Bau und die technische Ausstattung.
Durch eine Kooperation mit Huawei wurde ab März 2015 kostenloses WLAN in der Arena angeboten.

## Sonstige Nutzung

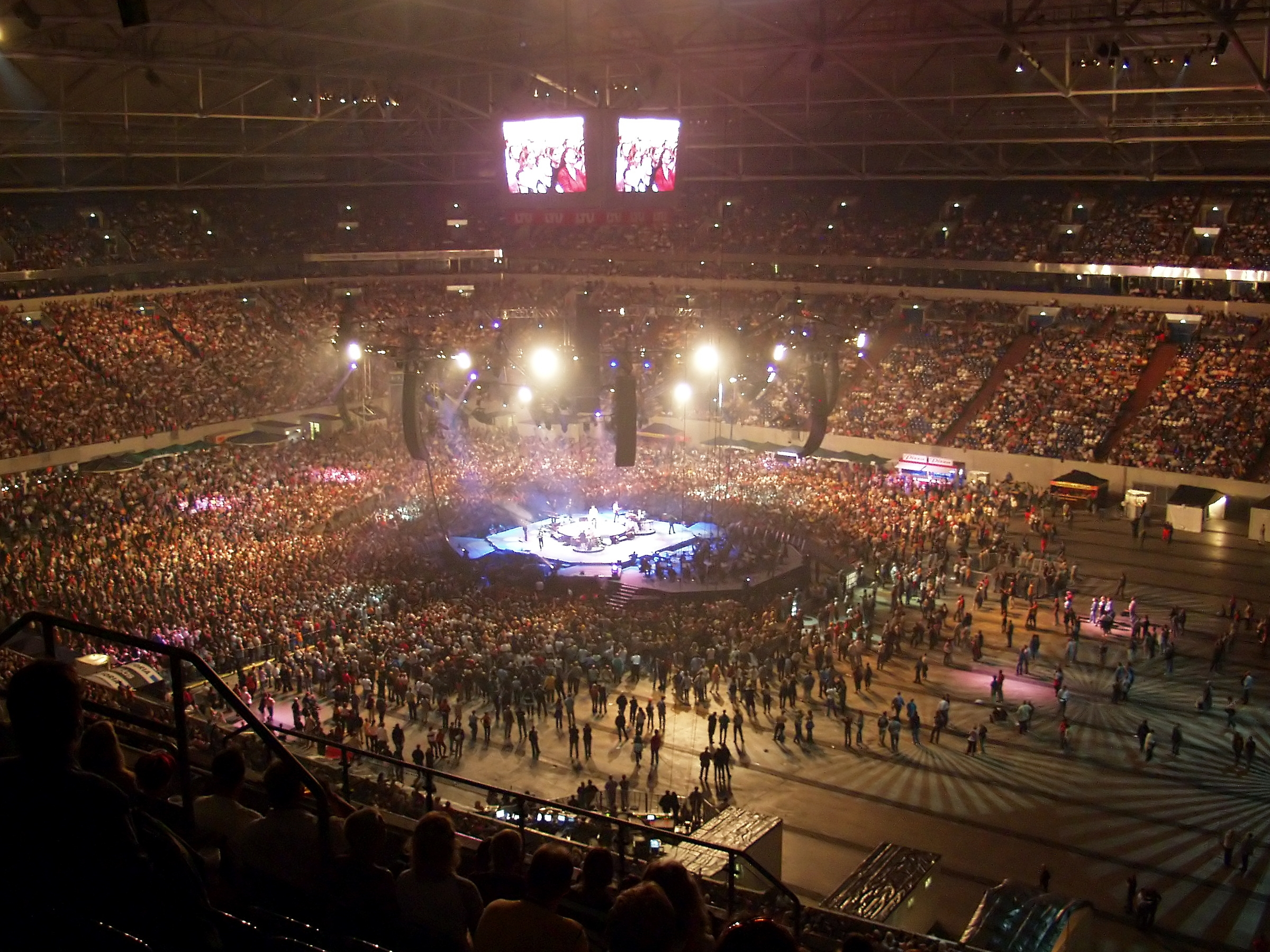
Die Arena bei einem Konzert

### Fußball
- Mit Abschiedsspielen wurden in der Arena bisher Ingo Anderbrügge am 28. Juli 2002, Olaf Thon am 18. Januar 2003, Ebbe Sand am 23. Juli 2006, Darío Rodríguez am 25. Januar 2008, Marcelo Bordon am 9. Juli 2011, Raúl am 27. Juli 2013 und Gerald Asamoah am 14. November 2015 geehrt.[27][28]
- Nach den Terroranschlägen von Istanbul im November 2003 wurde das Champions-League-Vorrundenspiel Beşiktaş Istanbul gegen den FC Chelsea in die Arena verlegt und dort am 9. Dezember 2003 ausgetragen.[29]

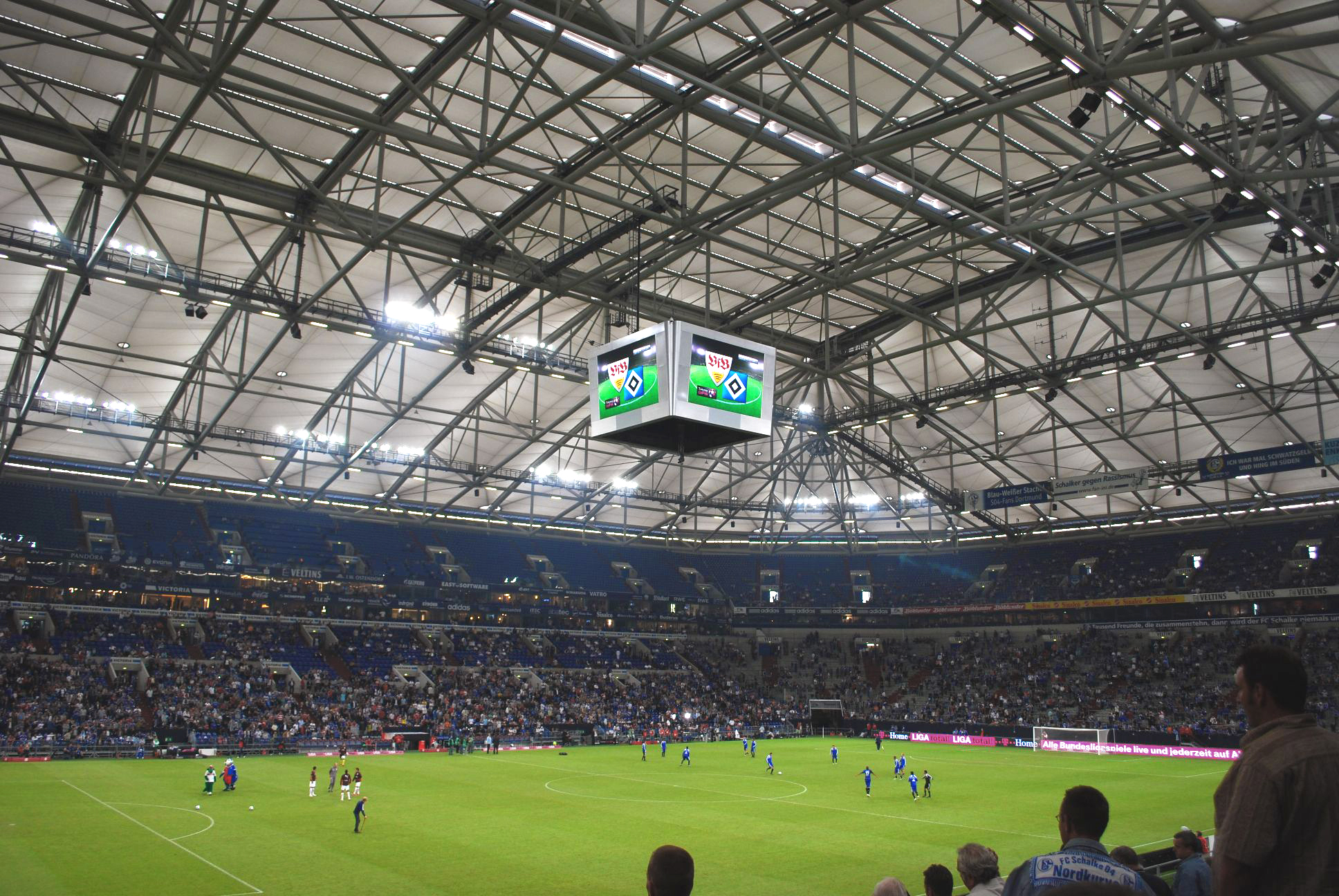
Arena während des T-Home Cups 2009

- Das Champions-League-Finale 2004 zwischen dem FC Porto und der AS Monaco fand in dem damals noch Arena AufSchalke genannten Stadion statt. Bei der Bewerbung um das Finale hatte sich die Gelsenkirchener Spielstätte gegen die nationalen Konkurrenten Berlin und Hamburg sowie die internationalen Konkurrenten Amsterdam, Madrid und Moskau durchsetzen können.[30]
- Am 25. Januar 2005 wurde ein Benefizspiel zwischen der deutschen Nationalmannschaft und einer Auswahl internationaler Bundesligaspieler in der Arena AufSchalke ausgetragen, in dessen Rahmen 4,6 Millionen Euro für die Opfer des Erdbebens im Indischen Ozean zusammenkamen.[31]
- Bei der WM 2006 fanden die Vorrundenspiele Polen gegen Ecuador (0:2), USA gegen Tschechien (0:3), Argentinien gegen Serbien und Montenegro (6:0) und Portugal gegen Mexiko (2:1) sowie das Viertelfinale England gegen Portugal (1:3 n. E.) in dem offiziell FIFA WM-Stadion Gelsenkirchen genannten Stadion statt.
- Der Fußball-Regionalligist Wuppertaler SV Borussia trug am 29. Januar 2008 das DFB-Pokal-Achtelfinalspiel gegen den FC Bayern München (2:5) in der ausverkauften Arena aus.
- Am 18. und 19. Juli 2009 fand der T-Home Cup 2009, ein Kurzturnier mit vier Mannschaften, in der Arena statt. Teilnehmer waren der FC Schalke 04, der FC Bayern München, der Hamburger SV und der VfB Stuttgart. Am 31. Juli und 1. August 2010 wurde dieses Turnier als Liga total! Cup 2010 zum zweiten Mal ausgetragen. Teilnehmer waren der FC Schalke 04, der FC Bayern München, der Hamburger SV und der 1. FC Köln.
- Am 25. Juli 2009 trat der FC Bayern München gegen eine All-Star-Mannschaft von Oliver Pocher an, die er zuvor mit Werner Lorant und Reiner Calmund gecastet hatte. Neben Amateurfußballern und Prominenten wie Johannes B. Kerner spielten auch ehemalige Fußballer für Pochers Team, z. B. Ebbe Sand, Mario Basler und Thomas Häßler. Das Spiel gewann der FC Bayern München mit 13:0.
- Am 23. Juli 2011 gewann der FC Schalke 04 durch einen 4:3-Sieg i. E. gegen Borussia Dortmund den DFL-Supercup 2011.
- Am 2. und 3. August 2014 fand der Schalke 04 Cup, ein internationales Kurzturnier mit vier Mannschaften, in der Arena statt. Teilnehmer waren der FC Schalke 04, der FC Málaga (Spanien), Newcastle United und West Ham United (beide England).
- Am 19. November 2018 fand das letzte Gruppenspiel der deutschen Nationalmannschaft in der UEFA Nations League 2018/19 gegen die Niederlande in der Arena statt. Die Niederlande sicherte sich mit einem 2:2-Unentschieden gegen die bereits als Gruppenletzter feststehende deutsche Nationalmannschaft den Gruppensieg.[32]
- Im August 2020 war die Arena einer von vier Austragungsorten des Finalturniers der UEFA Europa League 2019/20. Am 5. August 2020 wurde hier das Achtelfinalspiel Inter Mailand gegen FC Getafe (2:0) ausgetragen und am 11. August 2020 das Viertelfinalspiel Schachtar Donezk gegen FC Basel (4:1).[33]
- Die Arena war einer der Spielorte der Fußball-Europameisterschaft 2024. Im Rahmen des Turniers trug sie ihrem ursprünglichen Namen, Arena AufSchalke.[34]
- Der ukrainische Club Schachtar Donezk trug aufgrund des russischen Angriffskriegs seine Heimspiele der Ligaphase in der UEFA Champions League 2024/25 in der Arena in Gelsenkirchen aus.[35]

### Andere Veranstaltungen

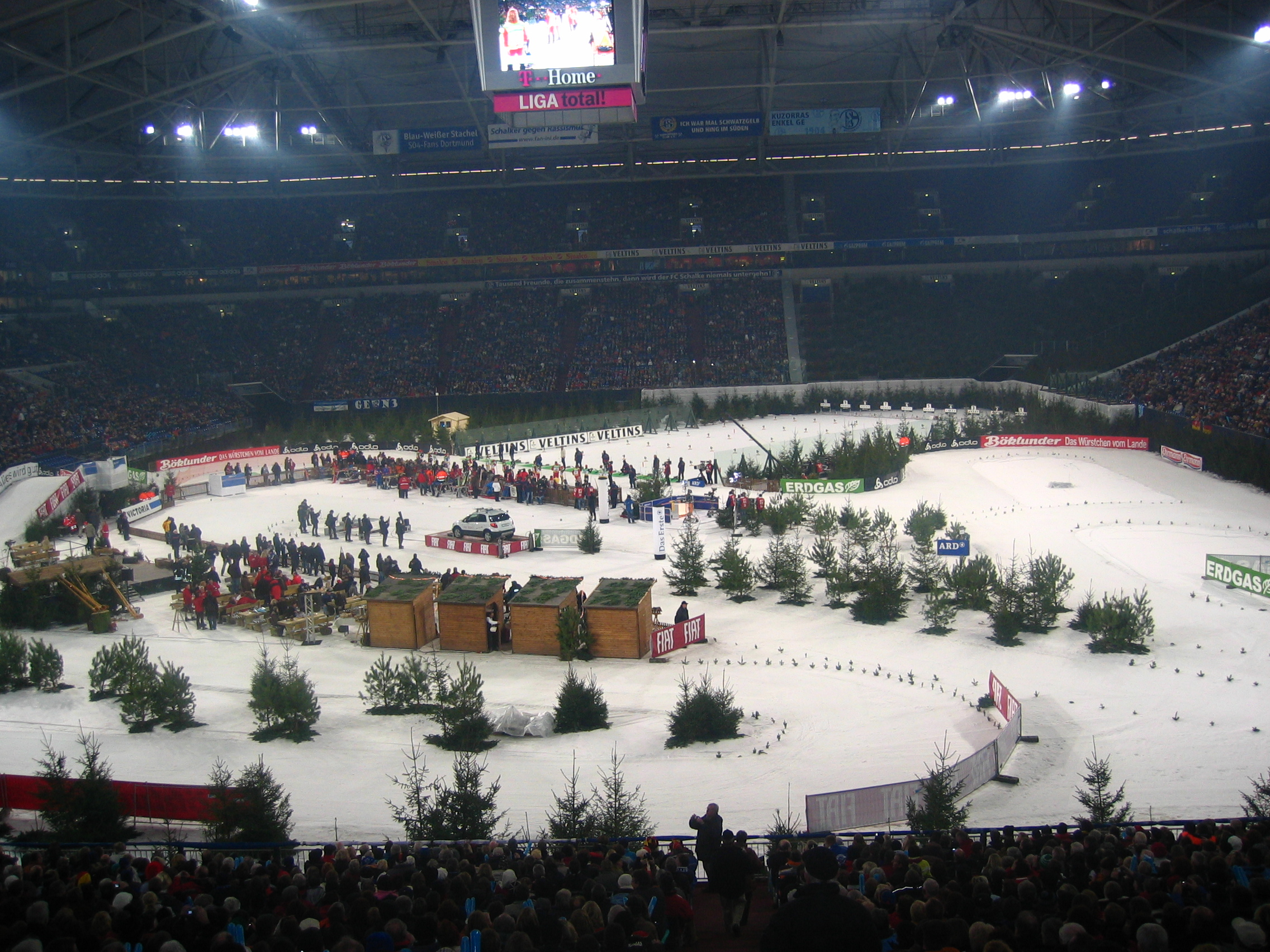
Biathlon in der Arena

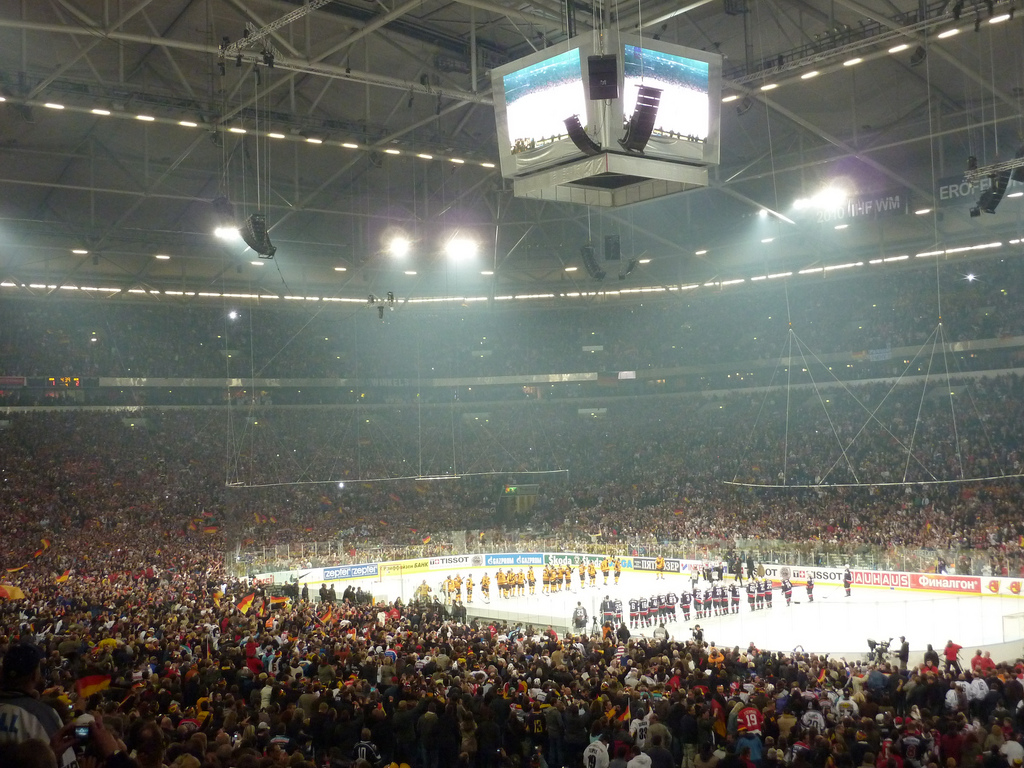
Eröffnungsspiel der Eishockey-WM

- In der Arena traten unter anderem Pur (2001, 2004, 2007, 2010, 2014, 2017, 2022), Bruce Springsteen (2003, 2025), Bon Jovi (2003, 2008), Robbie Williams (2003, 2013), Herbert Grönemeyer (2003, 2007, 2011, 2016, 2019), Metallica (2004), U2 (2005, 2009), AC/DC (2009, 2015, 2024), Mario Barth (2011), Slayer, Megadeth und Anthrax (2011), Helene Fischer (2013, 2015, 2018), Coldplay (2016), Udo Lindenberg (2016), Depeche Mode (2017), Guns n’ Roses (2018), Ed Sheeran (2018, 2022), Böhse Onkelz (2018), Rammstein (2019, 2024), Andreas Gabalier (2019), Pink (2019) und Taylor Swift (2024) auf. Außerdem fanden die Opern Aida (2001), Carmen (2003) und Turandot (2005) sowie die Musikveranstaltungen Sensation White (2005, 2006), Rock im Pott (2012, 2013, 2017), Rock im Revier (2015), World Club Dome Winter Edition (2015–2017) und Unite with Tomorrowland (2016, 2017) in ihr statt.
- Seit 2002 findet kurz vor Jahresende vor bis zu 52.000 Zuschauern in der Arena die World Team Challenge im Biathlon statt.[36] Die für den 30. Dezember 2010 angesetzte neunte Ausgabe musste kurzfristig abgesagt werden, weil Schneemassen mehrere Teile der Dachmembran der Arena beschädigt hatten.[7] Am 27. März 2011 wurde die Veranstaltung nachgeholt. Die für den 28. Dezember 2020 geplante 19. Ausgabe wurde wegen der COVID-19-Pandemie abgesagt.[37] Seit 2014 ist die Schneeballschlacht-Weltmeisterschaft ein Teil des Rahmenprogramms.[38]
- Nach dem Abriss des Rheinstadions in Düsseldorf trug die American-Football-Mannschaft Rhein Fire in den Jahren 2003 und 2004 ihre Heimspiele in der Arena aus. Zusätzlich wurde am 12. Juni 2004 der World Bowl XII zwischen Berlin Thunder und Frankfurt Galaxy (30:24) in der Arena ausgespielt.[39]
- Am 12. September 2004 fand in der Arena das Eröffnungsspiel der Handball-Bundesliga zwischen dem TBV Lemgo und dem THW Kiel statt, bei dem mit 30.925 Besuchern ein neuer Zuschauer-Weltrekord im Vereinshandball aufgestellt wurde. Aufgrund der kleineren Spielfläche eines Handballfeldes im Vergleich zu einem Fußballplatz wurde der Innenraum der Arena „halbiert“ und unter dem Videowürfel eine Tribüne für 4.000 Zuschauer aufgebaut.[40]
- Stefan Raab veranstaltete am 25. Juni 2005 erstmals die TV total Stock Car Crash Challenge, ein Stockcar-Rennen, in der Arena. Bis 2015 fand die Veranstaltung mit Ausnahme des Jahres 2008, in dem in die LTU Arena in Düsseldorf ausgewichen wurde, jährlich in der Arena statt.
- Am 13. Oktober 2007 wurde in der Arena der Grand Prix von Deutschland im Speedway ausgetragen. Der für den 11. Oktober 2008 geplante Grand Prix von Deutschland musste aufgrund der defekten künstlichen Bahn abgesagt werden. Stattdessen wurde das Rennen eine Woche später im polnischen Bydgoszcz ausgetragen.
- Am 20. Juni 2009 fand der Schwergewichtskampf im Boxen zwischen Wladimir Klitschko und Ruslan Chagayev vor 60.000 Zuschauern statt. Vitali Klitschko verteidigte am 29. Mai 2010 seinen Titel als Schwergewichts-Weltmeister nach Version der WBC vor 40.000 Zuschauern gegen den Polen Albert Sosnowski ebenfalls auf Schalke.[41]
- Am 7. Mai 2010 fand das Eröffnungsspiel der Eishockey-WM zwischen Gastgeber Deutschland und den Vereinigten Staaten (2:1 n. V.) in der Arena statt. Hierzu wurde die Arena zu einem Eishockeystadion umgebaut und auf eine Kapazität von 77.803 Plätzen erweitert. Dies bedeutete für sieben Monate einen neuen Zuschauerweltrekord im Eishockeysport.
- Am 5. Juni 2010 fand im Rahmen von RUHR.2010 – Kulturhauptstadt Europas das Abschlusskonzert des Projektes SING! – Day Of Song in der Arena statt. Auf Spielfeld und Rängen befanden sich etwa 50.000 Personen, die unter der Leitung von Dirigent Steven Sloane die Aktion musikalisch beendeten. Mitwirkende Gäste waren unter anderem der US-amerikanische Vokalkünstler Bobby McFerrin, die deutsche A-cappella-Gruppe Wise Guys und der belgische Mädchenchor Scala & Kolacny Brothers.
- Am 4. Mai 2018 wurde hier die Premiere des Dokumentarfilmes Rudi Assauer. Macher. Mensch. Legende. über das Leben von Rudi Assauer vor 25.000 Zuschauern präsentiert.[42]
- Am 25. Mai 2018 fand das German Darts Masters 2018 in der Arena statt, bei dem mit 20.210 Zuschauern ein neuer Weltrekord aufgestellt wurde. Mensur Suljović gewann das Turnier.[43]
- Am 22. September 2024 fand das Championship Game genannte Finale der European League of Football in der Arena statt. Vor 41.364 gewann Rhein Fire zum zweiten Mal in Folge die Meisterschaft.

## Spiele der deutschen Fußballnationalmannschaft
Die deutsche Fußballnationalmannschaft trat bisher zu folgenden Begegnungen im Stadion an:
|                                       |   |                |     |
| 6. Oktober 2001, WM-Qualifikation     |   |                |     |
| Deutschland                           | – | Finnland       | 0:0 |
| 20. November 2002, Freundschaftsspiel |   |                |     |
| Deutschland                           | – | Niederlande    | 1:3 |
| 15. November 2003, Freundschaftsspiel |   |                |     |
| Deutschland                           | – | Frankreich     | 0:3 |
| 16. August 2006, Freundschaftsspiel   |   |                |     |
| Deutschland                           | – | Schweden       | 3:0 |
| 31. Mai 2008, Freundschaftsspiel      |   |                |     |
| Deutschland                           | – | Serbien        | 2:1 |
| 18. November 2009, Freundschaftsspiel |   |                |     |
| Deutschland                           | – | Elfenbeinküste | 2:2 |
| 2. September 2011, EM-Qualifikation   |   |                |     |
| Deutschland                           | – | Österreich     | 6:2 |
| 14. Oktober 2014, EM-Qualifikation    |   |                |     |
| Deutschland                           | – | Irland         | 1:1 |
| 4. Juni 2016, Freundschaftsspiel      |   |                |     |
| Deutschland                           | – | Ungarn         | 2:0 |
| 19. November 2018, Nations League     |   |                |     |
| Deutschland                           | – | Niederlande    | 2:2 |
| 20. Juni 2023, Freundschaftsspiel     |   |                |     |
| Deutschland                           | – | Kolumbien      | 0:2 |